# Wielkie Zahorce
Wielkie Zahorce (ukr. Великі Загірці) – wieś na Ukrainie w rejonie dubieńskim obwodu rówieńskiego.
W czasie okupacji niemieckiej mieszkający tutaj ukraiński ksiądz prawosławny Hnat Hrohul z rodziną udzielał schronienia Żydówce Miriam Jakirze, za co w 1993 roku Instytut Jad Waszem uhonorował go tytułem Sprawiedliwego wśród Narodów Świata, a także jego żonę Warwarę i dzieci, Stepana i Jewheniję.